# がんばれ! パンダ内閣
『がんばれ!パンダ内閣』（がんばれ!パンダないかく）は、つの丸による日本の漫画作品。『週刊プレイボーイ』（集英社）にて、2004年より2005年まで連載された。単行本は全3巻。

## 概要
支持率低迷にあえぐ内閣が「人気がないなら」とジャイアントパンダを内閣総理大臣にした政治動物漫画。

## 登場人物
小小（シャオシャオ）
アニマルランドの人気者、ジャイアントパンダ。人気復活のため、総理大臣に任命される。
フェイフォン
シャオシャオの母親。
杉浦勇（すぎうら いさむ）
パンダ担当の飼育員。
花園（はなぞの）
アニマルランドの園長
アンディ
目立ちたがりのシロテナガザル。政策参謀。
大河内（おおこうち）
シャオシャオの前の総理大臣。国民人気は最悪。
モンモン、モンチャック
著者の作品モンモンモンに出ていた猿。巻末漫画に登場し「原崎山のそうじ大臣」から｢そうじ大臣｣として路上の掃除をしている。